# 巴雷奥
巴雷奥，是西班牙坎塔布里亚的一个市镇。总面积32平方公里，总人口1733人（2001年），人口密度54人/平方公里。